# 아메리카노 (칵테일)

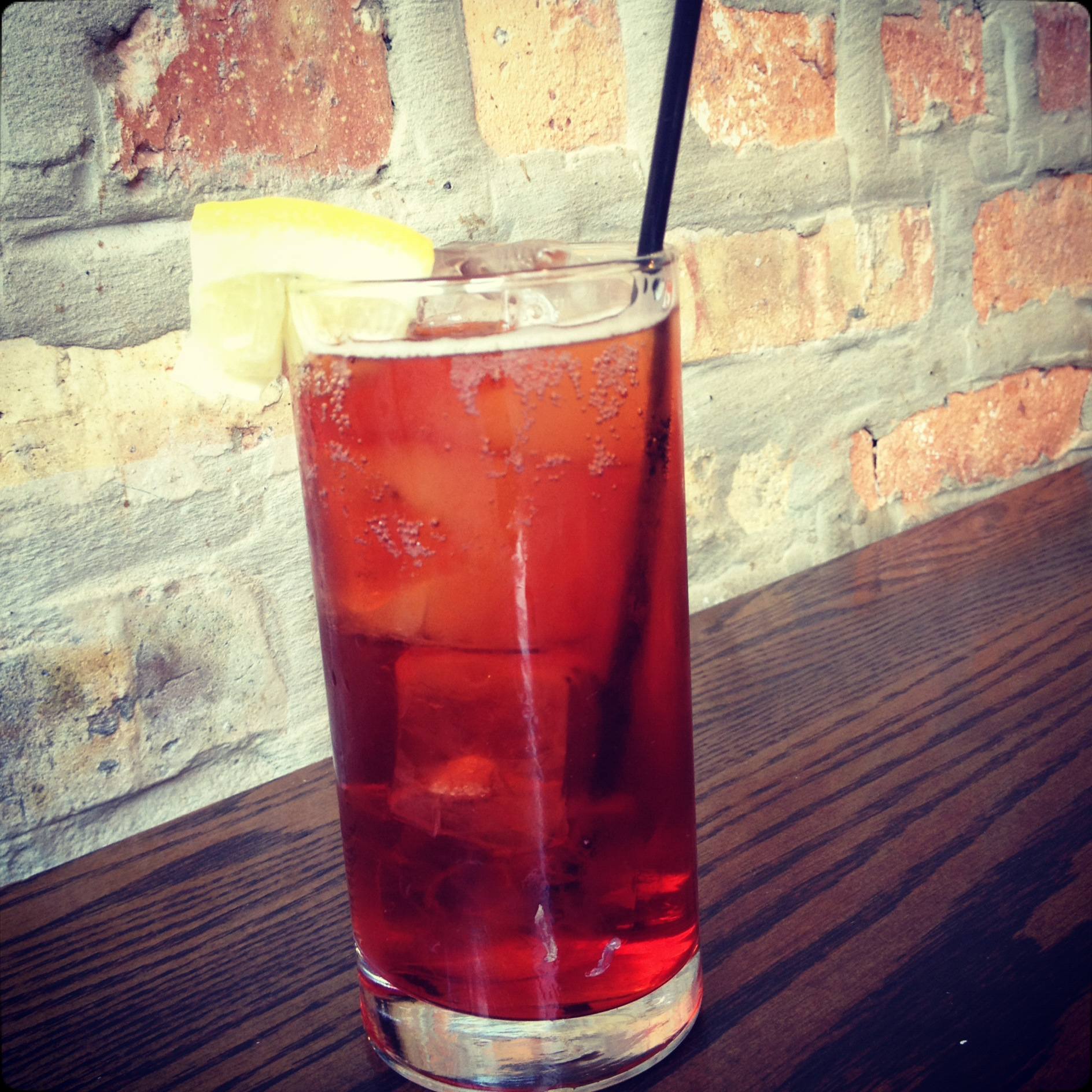
아메리카노

아메리카노(Americano)는 차가운 타입의 롱 드링크 (롱 칵테일)로 분류되는 칵테일의 한 종류이다.

## 같이 보기
- 네그로니